# Serra do Leão
A Serra do Leão é uma montanha localizada na cidade de Pé de Serra, no estado da Bahia, e foi responsável pela origem do nome da cidade. Com 475 metros de altura, a serra abriga um cruzeiro, onde ocorrem peregrinações na Sexta-feira da Paixão. Este local é também um dos pontos turísticos e pode ser considerado o cartão-postal de Pé de Serra.

## Galeria

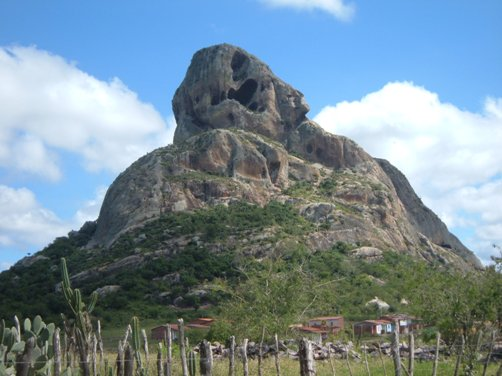
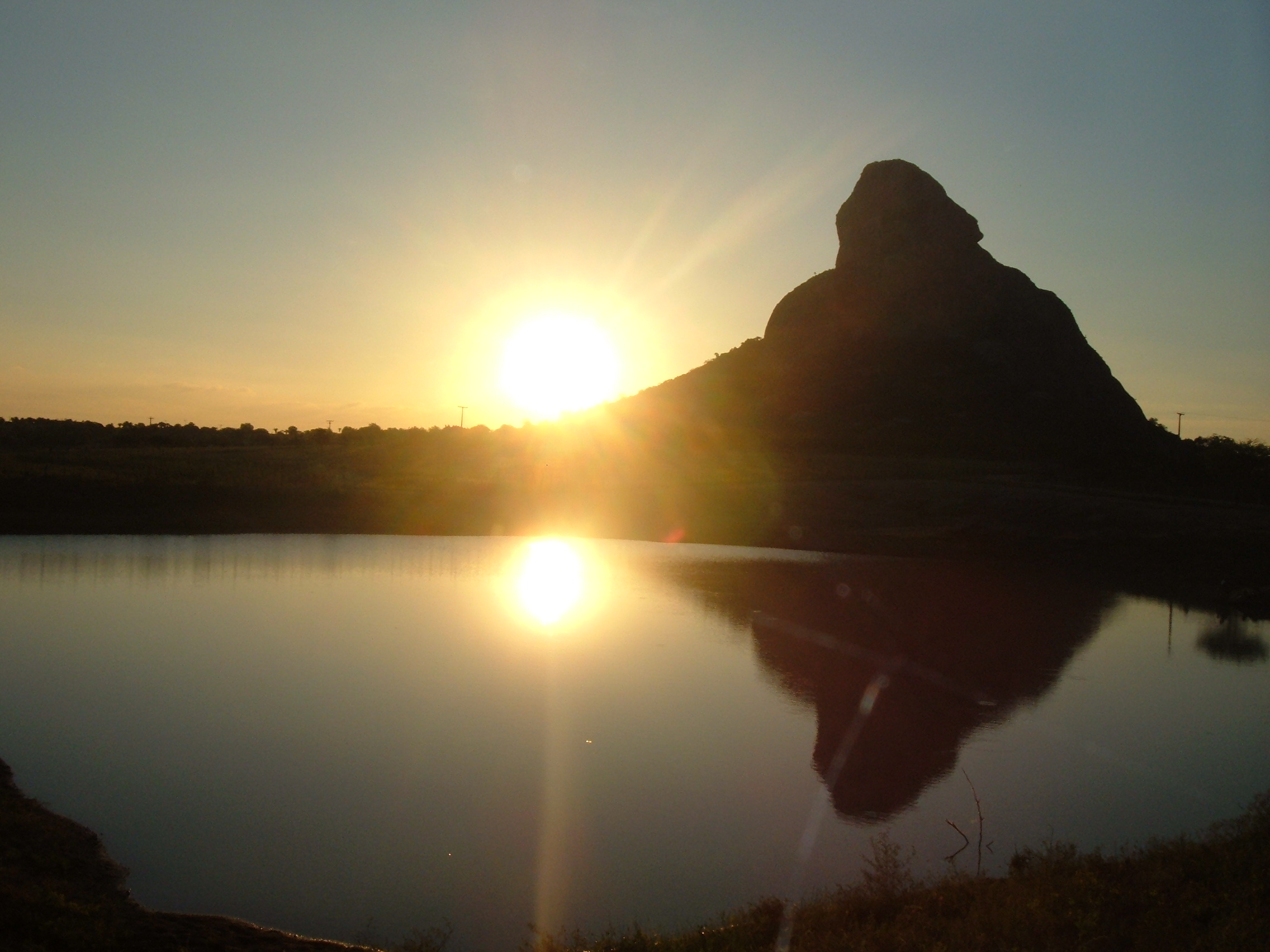
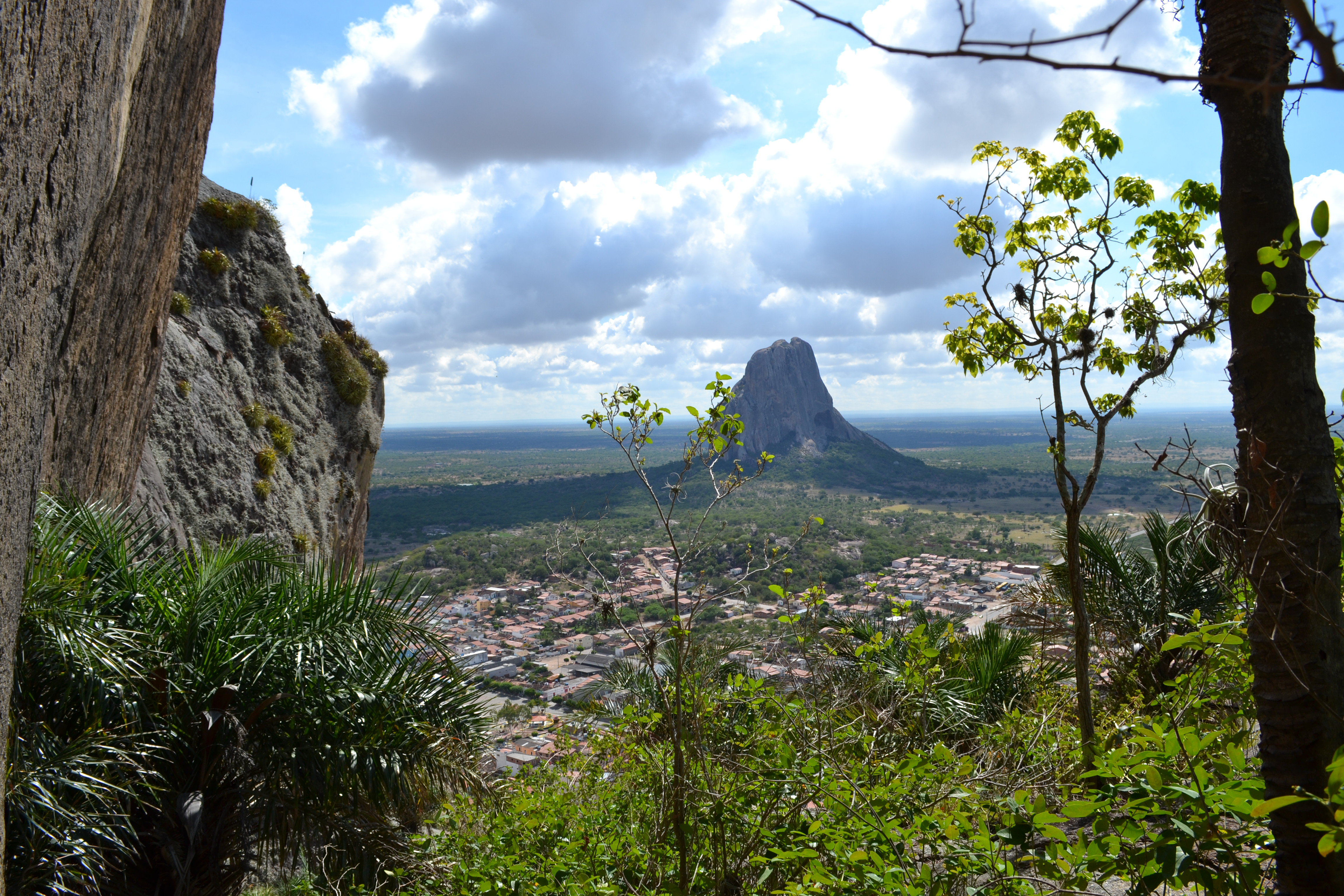
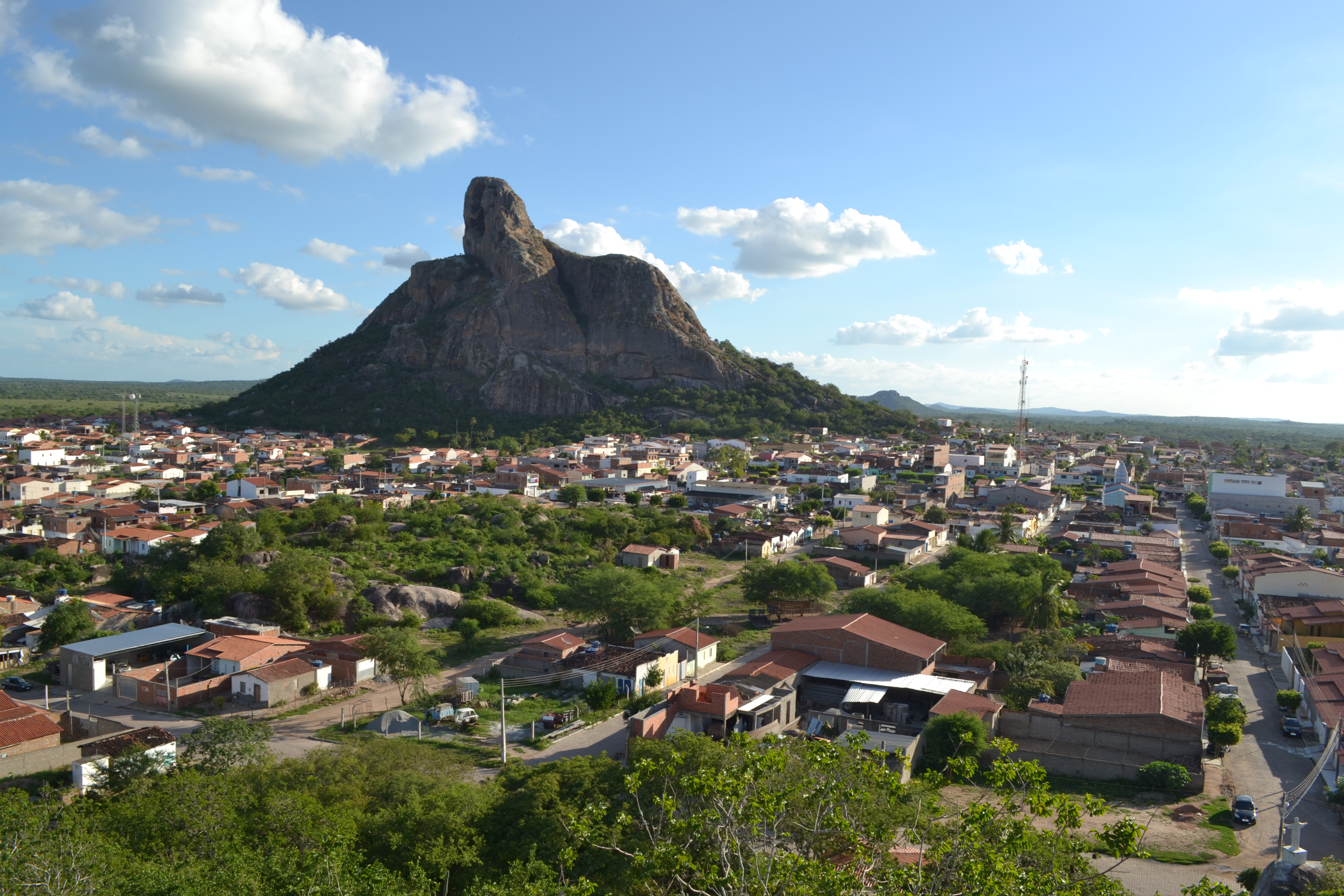
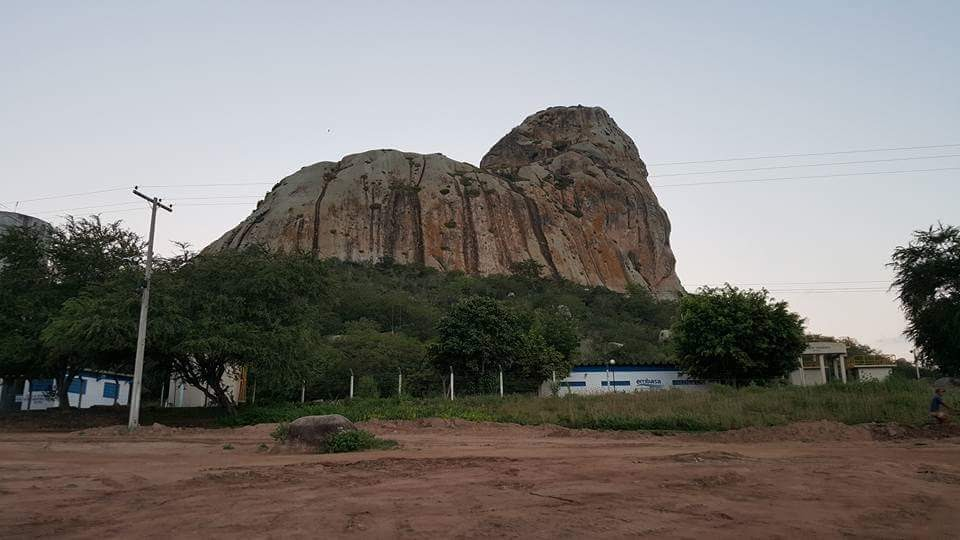
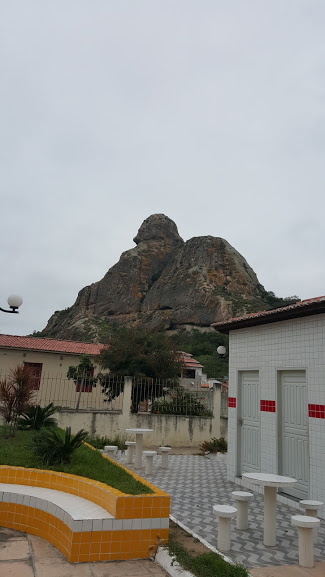